# 威廉島
79°3′N 20°25′E / 79.050°N 20.417°E

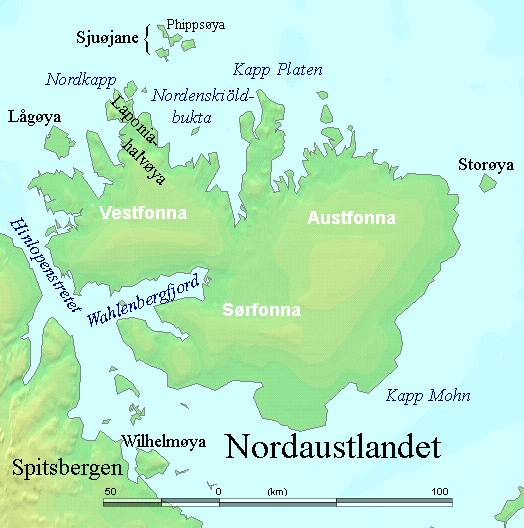

威廉島是挪威的島嶼，位於北冰洋，屬於斯匹茲卑爾根群島的一部分，長16公里、寬12公里，面積124.5平方公里，最高點海拔高度565米，島上無人居住。